# Mauro Ravnić Trevisan
Mauro Ravnić Trevisan (29 de novembre de 1959, Rijeka, Croàcia, llavors RFS de Iugoslàvia) és un exfutbolista croat. Jugava de porter.

## Trajectòria
Ravnic va debutar amb el club de la seua ciutat natal, el HNK Rijeka, el 1977. Hi va disputar onze campanyes amb aquest equip (155 partits), fins que el 1988 és fitxat pel Reial Valladolid. A l'equip castellà gaudeix de la titularitat i disputa gairebé un centenar de partits en els quatre anys que hi passa, alternant-se amb el porter Ángel Lozano.
Posteriorment, l'any 1992 fitxa per la UE Lleida, amb la qual hi puja a Primera Divisió la temporada 93/94, el darrer de Ravnic com a jugador professional. Eixe any juga 37 partits de Lliga.
Una vegada retirat, Ravnic va ocupar el càrrec d'entrenador de porters del Reial Valladolid i d'encarregat del futbol base de la UE Lleida. També ha ocupat el lloc d'entrenador en diversos equips catalans de divisions inferiors, com l'AE Prat o l'FC Benavent.
El juny de 2010, el FC Benavent de Tercera Divisió es fusionà amb el CFJE Ascó EF per formar l'FC Ascó, que va passar a entrenar.

## Internacional
Ravnic va disputar sis partits internacionals amb la selecció iugoslava, entre 1986 i 1987.